# Championnats d'Europe d'haltérophilie 1933
Navigation
Édition précédente Édition suivante
Les championnats d'Europe d'haltérophilie 1933, vingt-quatrième édition des championnats d'Europe d'haltérophilie, ont eu lieu du 16 au 17 septembre 1933 à Essen, en Allemagne.
Le Français Pierre Alleene est alors champion d'Europe des poids moyens (moins de 75 kg).

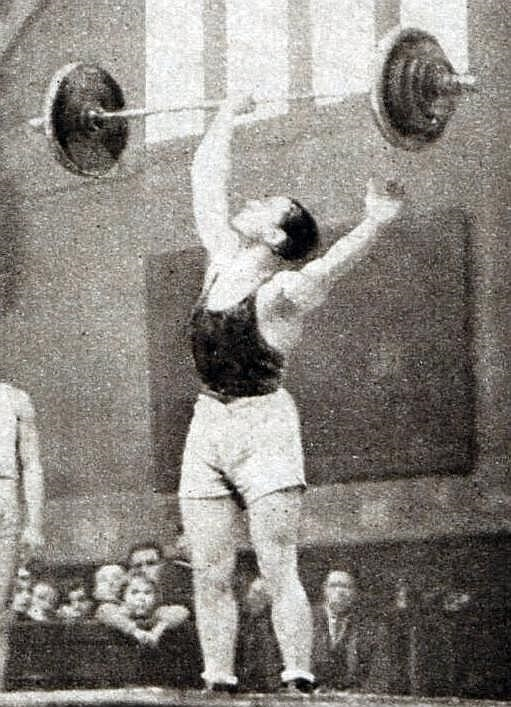
Pierre Alleene, ici en mars 1933 à Paris.